# Karma (hudební skupina)
Karma je chorvatská hudební skupina. Jejich žánrem je elektronická hudba, nechali se inspirovat Gigi D'Agostinem, Eiffel 65 nebo Scootery. Vznikli v roce 1999 ve městě Umag a mají dva členy. Ti vystupují zásadně pod pseudonymy (Tara - Majda Šušelj, Neno DJ - Nenad Čirjak); Tara je bývalá zpěvačka skupiny, Neno je DJ a producent.
Přestože jejich vydané singly jsou téměř všechny v chorvatštině, dosáhli velké popularity mezi posluchači v Česku; v roce 2003 byli v čele všech hitparád v zemi. Přezpívali píseň Sladké mámení od Heleny Vondráčkové, refrén zůstal česky, ale sloky byly anglicky. Koncertují v Chorvatsku, Česku, na Slovensku, v Itálii a Rakousku.
Skupina vznikla roku 1999, když se dali dohromady DJ Nenad Čirjak a klávesista Josip Miani (Pipi). První vokalistkou kapely se stala učitelka hry na klavír ze základní školy v Umagu Mirela Zemčak. Společně natočili první album Sedam Dana vydané v srpnu roku 2001. Po vydání se však Mirela se skupinou neshodovala a vadilo jí například cestování po koncertech, které se neslučovalo s její učitelskou profesí. Navíc kromě Karmy spolupracovala s dalšími interprety a Mirela nebrala svoje působení v kapele tak vážně, jak si představovali. Takže Pipi přivedl do skupiny novou zpěvačku, kterou se stala Majda Sušelj (Tara). První singl, který Tara se skupinou vydala, byl přezpívaná skladba Sedam Dana ze stejnojmenného alba. Prvním albem v novém uskupení se stalo album Zavrti Život vydané roku 2002.
V roce 2012 ze skupiny odešel Pipi z důvodu produkce na jiných projektech, psaní hudby a dabování. V listopadu 2014 odešla ze skupiny hlavní zpěvačka Majda Šušelj a to především kvůli rodině. V prosinci 2014 přišla nová zpěvačka Karmy Anna Medič (Stella). Nyní tvoří skupinu Karma duo Stella a Neno DJ.

## Vydaná alba
- Sedam Dana (Sedm dnů) (2001)
- Zavrti Život (2002)
- Zavrti Život (Platinová Edice) (2003)
- Remixes (2003) - převážně remixy chorvatských interpretů
- Malo Pomalo (2004)
- Malo Pomalo (Platinová Edice) (2004)
- Malo Pomalo (Special Edition) (2005) - vyšlo pouze v Chorvatsku
- Karma DVD (2005 - obsahuje kolekci videoklipů)
- Seven Days (2006) - vyšlo v USA a ve Francii
- Avantura (2006)
- Avantura (Special Edition) (2007) - vyšlo pouze v Chorvatsku
- The Best of Karma (2007)
- Party Do Zore (2010)